# ブルーフィールド (ウェストバージニア州)
ブルーフィールド（英: Bluefield）は、アメリカ合衆国ウェストバージニア州マーサー郡最南部に位置する都市である。2010年国勢調査での人口は10,447 人だった。隣接するバージニア州にも同名のブルーフィールドという町があり、州境を挟んで隣り合っている。この両方のブルーフィールドを含むブルーフィールド小都市圏の中で主要都市であり、都市圏人口は107,342人だった。

## 歴史
ブルーフィールドの歴史は18世紀に2組の家族が現在のウェストバージニア州南部の岩がちな遠隔地に入植した時に始まり、製粉所、教会、教室1室の学校のある小さな村を建設した。ショーニー族インディアンの大部隊からの侵略に対して村を守るために、ブルーストーン川の岸に砦を建設した。そのダビドソン家とベイリー家は、1882年、ノーフォーク・アンド・ウェスタン鉄道のジョン・フィールズ大尉がこの地域を開拓し、ブルーフィールドの丘を抜ける新しい鉄道を建設し始めたときに、その土地を売らざるを得なかった。ブルーフィールドという地名は夏の間に地域を紫がかった青色に染めるチコリーの花から名付けられたと考えられている。しかし、1880年代にヒギンボザムズ・サミットとも呼ばれたこの開拓地は、ブルーストーン川の炭田にちなんで名付けられた可能性があるという研究もある。

### 石炭ラッシュ
ダビドソン家とベイリー家の土地の下には、世界でも最大級で豊かな歴青炭の炭層があった。この柔らかく燃える石炭は発展する世界の工業機械に動力を与えることになった。最初の鉱脈は、近くにあるバージニア州ポカホンタス町にあるジョーダン・ネルソンの裏庭で発見された。ノーフォーク・アンド・ウェスタン鉄道の社長フレデリック・キンボールの言葉を借りれば、「この大陸で、いや恐らくこの惑星全体で最も壮大な発見」と言われた。この鉱脈はトーマス・ジェファーソンの『バージニア覚書』にも言及されているが、1890年近くまで採掘されることはなかった。
この頃、ポカホンタス炭田と呼ばれたハーマン、ブルーフィールド、ウォー、ポカホンタス周辺の地域で石炭の採掘が始まった。その石炭はアメリカ合衆国の産業革命を推進し、両世界大戦ではアメリカやイギリス海軍の燃料となった。山地から石炭を取り出す大変な作業が、地元や国内の経済で大きなブームを創り出し、仕事を求めるヨーロッパからの移民が山地に入って来た。
1887年から1888年の1年間で、鉄道を使う旅客の数は317%増加した。カリフォルニア・ゴールドラッシュの時代にサンフランシスコが経験した異常なまでの速度での成長に似て、ブルーフィールドは「一夜」の間に出現した都市となり、当時利用できたインフラが追い付かなかった。この初期の時代にあっても都市スプロールと都心の荒廃が共通する不満だった。
ブルーフィールドは独自の宿命を支配した都市ではなかった。実際に都市の成長と衰退はノーフォーク・アンド・ウェスタン鉄道にほぼ全的に依存しており、この鉄道はブルーフィールドの寿命と繁栄よりも高い優先度として国際市場の気まぐれを見なしていた。石炭の出荷量が多く、石炭市場がブームだったとき、ブルーフィールドは基本的に当時の「リトル・ニューヨーク」と呼ばれた。ざわめく大都市として、ナイトライフや個性は「少しだけシカゴ、少しだけニューヨーク、全体ではピッツバーグ」と言われた。ごつごつしており、その精神に埋め込まれた鉄鋼と石炭があった。
石炭ブームは地域に金の洪水をもたらし、1888年に法人化された近くのブラムウェルは、国内のどこよりも人口一人当たりの百万長者が多かったので、「百万長者の町」を自称していた。当時国内のどの市よりも一人当たりの自動車の数が多く、国内のどこよりも早く、ニューヨークよりも早く、ブルーフィールドの初期時代に「夕方5時の渋滞」を経験していた。
ブルーフィールドは標高が高く、自然の斜面が炭鉱を分けていたので「頂上の都市」とも呼ばれ、世界でも初めてはっきりとしたスカイラインができた都市の1つとなり、当時のニューヨークやシカゴに匹敵する高層建築があった。今日でもその高層建築の多くが残っているが、近代のアメリカ都市にあるスカイラインとはもはや似ていない。
他の燃料が導入され地球規模で使われるようになったために、今日のブルーフィールドは過去のブルーフィールドとは全く似ていない。1890年から1960年のブーム時と比べればはるかに静かである。かつては大きな邸宅や事務所ビルだったものの名残が、町の北側、鉄道線路の近くに今も残っている。
1889年、ブルーフィールド市が公式に法人化された。当時の市政府は常に腐敗し、非効率であり、ほとんど毎日市役所のフロアで酔っぱらいの喧嘩が起きていた。
民族的に特に多様な町であり、1895年にはブルーフィールド有色人種大学が設立された。これは主に黒人学生を対象にした国内初の大学だった。現在はブルーフィールド州立カレッジとなっており、1968年11月21日の爆破事件の現場となった。

### 20世紀
1920年代、ブルーフィールドの歴史の中でも最も印象的な高層建築が建設された。12階建ての豪勢なウェストバージニアン・ホテルであり、現在はウェストバージニア・マナーと退職者ホームとなっている。1924年、近くのバージニア州グラハムの町がバージニア州ブルーフィールドと改名し、南北戦争以来不和だった2つの町を統合しようとした。ノーベル賞を受賞した経済学者兼数学者のジョン・フォーブス・ナッシュが1928年にブルーフィールドで生まれた。
しかし、世界恐慌が市の景気を壊した。政府はほとんど破産状態となり、一連の大火が中心街を破壊し去り、市が熱狂的に建設して来た高層建築物を破壊し尽くし、市はほとんどが荒廃した。石炭が再び利用されるようになるのは第二次世界大戦を待つ必要があった。
ブルーフィールドは重要な都市だったので、アドルフ・ヒトラーまでがアメリカ合衆国での空襲の標的に挙げていた。当時市内では対空襲訓練が頻繁に行われた。
州間高速道路体系が1974年12月20日にイーストリバー山を通ることとなり、自動車は山の頂上を越さなくても市内を通過できるようになった。鉄道依存の交通ではなくなり、市の人口が減少を始め1980年代にはアムトラックの駅も無くなった。地域の主要なショッピングモールであるマーサー・モールが1980年に開業した。
西テキサスのブルーグラス・ミュージシャン、メイフィールド兄弟の一人であるトマス・エド・メイフィールドが1958年、ブルーフィールドの病院で白血病のために死んだ。ビル・モンローやブルーグラス・ボーイズと共にツアーを行っていた最中であり、32歳だった。

## 地理
ブルーフィールドは北緯37度15分44秒 西経81度13分7秒 / 北緯37.26222度 西経81.21861度 (37.262219, −81.218674)に位置している。アパラチア山脈の中にあり、バージニア州ブルーフィールドに隣接している。
アメリカ合衆国国勢調査局に拠れば、市域全面積は8.86平方マイル (22.95 km2)であり、全て陸地である。

## 気候
ブルーフィールドは温暖湿潤気候（ケッペンの気候区分: Cfa）にある山岳都市である。海洋性気候（Cfb）や湿潤大陸性気候（Dfa/Dfb）と隣り合わせている。そこそこ寒い雪の降る冬と、快適な温かさから暑い夏が特徴である。過去最高気温は97°F (36 ℃) 、過去最高気温は-21°F (-29 ℃) だった。
| ブルーフィールドの気候    | ブルーフィールドの気候 | ブルーフィールドの気候 | ブルーフィールドの気候 | ブルーフィールドの気候 | ブルーフィールドの気候 | ブルーフィールドの気候 | ブルーフィールドの気候 | ブルーフィールドの気候 | ブルーフィールドの気候 | ブルーフィールドの気候 | ブルーフィールドの気候 | ブルーフィールドの気候 | ブルーフィールドの気候 |
| 月                        | 1月                    | 2月                    | 3月                    | 4月                    | 5月                    | 6月                    | 7月                    | 8月                    | 9月                    | 10月                   | 11月                   | 12月                   | 年                     |
| ------------------------- | ---------------------- | ---------------------- | ---------------------- | ---------------------- | ---------------------- | ---------------------- | ---------------------- | ---------------------- | ---------------------- | ---------------------- | ---------------------- | ---------------------- | ---------------------- |
| 最高気温記録 °F （°C）    | 72 (22)                | 75 (24)                | 83 (28)                | 88 (31)                | 89 (32)                | 97 (36)                | 96 (36)                | 95 (35)                | 93 (34)                | 88 (31)                | 81 (27)                | 74 (23)                | 97 (36)                |
| 平均最高気温 °F （°C）    | 42 (6)                 | 46 (8)                 | 54 (12)                | 65 (18)                | 72 (22)                | 79 (26)                | 81 (27)                | 81 (27)                | 75 (24)                | 66 (19)                | 56 (13)                | 45 (7)                 | 63.5 (17.4)            |
| 平均最低気温 °F （°C）    | 26 (−3)                | 29 (−2)                | 36 (2)                 | 45 (7)                 | 53 (12)                | 61 (16)                | 65 (18)                | 64 (18)                | 57 (14)                | 47 (8)                 | 39 (4)                 | 30 (−1)                | 46 (7.8)               |
| 最低気温記録 °F （°C）    | −21 (−29)              | −9 (−23)               | −2 (−19)               | 15 (−9)                | 24 (−4)                | 37 (3)                 | 40 (4)                 | 39 (4)                 | 30 (−1)                | 18 (−8)                | 7 (−14)                | −13 (−25)              | −21 (−29)              |
| 降水量 inch （mm）        | 2.90 (73.7)            | 2.86 (72.6)            | 3.51 (89.2)            | 3.34 (84.8)            | 4.31 (109.5)           | 4.14 (105.2)           | 4.17 (105.9)           | 3.26 (82.8)            | 3.14 (79.8)            | 2.50 (63.5)            | 2.69 (68.3)            | 2.91 (73.9)            | 39.73 (1,009.2)        |
| 降雪量 inch （cm）        | 9.4 (23.9)             | 8.2 (20.8)             | 4.2 (10.7)             | 1.4 (3.6)              | 0 (0)                  | 0 (0)                  | 0 (0)                  | 0 (0)                  | 0 (0)                  | 0.1 (0.3)              | 1.4 (3.6)              | 6.7 (17)               | 31.4 (79.8)            |
| 出典：The Weather Channel |                        |                        |                        |                        |                        |                        |                        |                        |                        |                        |                        |                        |                        |

## 人口動態

### 2010年国勢調査
以下は2010年国勢調査による人口統計データである。
| 基礎データ - 人口: 10,447 人 - 世帯数: 4,643 世帯 - 家族数: 2,772 家族 - 人口密度: 455.3人/km2（1,179.1人/mi2） - 住居数: 5,457 軒 - 住居密度: 237.8軒/km2（615.9 軒/mi2） 人種別人口構成 - 白人: 73.7% - アフリカン・アメリカン: 23.0% - ネイティブ・アメリカン: 0.3% - アジア人: 0.5% - その他の人種: 0.2% - 混血: 2.3% - ヒスパニック・ラテン系: 0.9% | 年齢別人口構成 - 18歳未満: 20.8% - 18-24歳: 9.2% - 25-44歳: 22.2% - 45-64歳: 28.6% - 65歳以上: 19.2% - 年齢の中央値: 43歳 - 性比（女性100人あたり男性の人口） - 総人口: 88.0 世帯と家族（対世帯数） - 18歳未満の子供がいる: 26.1% - 結婚・同居している夫婦: 38.6% - 未婚・離婚・死別女性が世帯主: 16.5% - 非家族世帯: 40.3% - 単身世帯: 35.0% - 65歳以上の老人1人暮らし: 15.1% - 平均構成人数 - 世帯: 2.21人 - 家族: 2.83人 |

### 2000年国勢調査
以下は2000年国勢調査による人口統計データである。
| 基礎データ - 人口: 11,451 人 - 世帯数: 5,038 世帯 - 家族数: 3,078 家族 - 人口密度: 506.4人/km2（1,311.3 人/mi2） - 住居数: 5,966 軒 - 住居密度: 263.9軒/km2（683.2 軒/mi2） 人種別人口構成 - 白人: 75.84% - アフリカン・アメリカン: 22.14% - ネイティブ・アメリカン: 0.12% - アジア人: 0.56% - 太平洋諸島系: 0.01% - その他の人種: 0.21% - 混血: 1.13% - ヒスパニック・ラテン系: 0.52% 年齢別人口構成 - 18歳未満: 21.5% - 18-24歳: 9.0% - 25-44歳: 23.5% - 45-64歳: 24.5% - 65歳以上: 21.5% - 年齢の中央値: 42歳 - 性比（女性100人あたり男性の人口） - 総人口: 84.4 - 18歳以上: 79.5 | 世帯と家族（対世帯数） - 18歳未満の子供がいる: 24.7% - 結婚・同居している夫婦: 43.5% - 未婚・離婚・死別女性が世帯主: 13.9% - 非家族世帯: 38.9% - 単身世帯: 34.9% - 65歳以上の老人1人暮らし: 17.5% - 平均構成人数 - 世帯: 2.23人 - 家族: 2.87人 収入と家計 - 収入の中央値 - 世帯: 27,672米ドル - 家族: 36,508米ドル - 性別 - 男性: 31,396米ドル - 女性: 21,051米ドル - 人口1人あたり収入: 17,751米ドル - 貧困線以下 - 対人口: 19.3% - 対家族数: 13.0% - 18歳未満: 28.2% - 65歳以上: 10.9% |

## 教育機関
- ブルーフィールド高校
- ブルーフィールド州立カレッジ
- バレービュー・セブンスデイ・アドベンチスト学校

## 文化
ブルーフィールドはその快適な気候を誇っている。1938年から商工会議所は気温が90°F (32 ℃) を超えたときに無料のレモネードを振る舞っている。市のモットーは「自然の空調が効く都市、夏が冬を過ごす所」である
ホラー・パンクのバンド、ブリッツキッドは1997年冬にブルーフィールドで活動を始めた。
ジャズ・ミュージシャンのルイ・ジョーダンの歌『ソルトポーク、ウェストバージニア』は、ジョーダンがブルーフィールドの監獄に入れられている時に思いついた。
新聞の発行者ジョン・S・ナイトはブルーフィールドで生まれた。
シンガーソングライターのハンク・ウィリアムズが最後に生きて見られたのはオハイオ州のショーに向かう途中のブルーフィールドだったかどうかについて議論が残っている。かれはウェストバージニア州オークヒルで死んでいるのが見つかった。
ブルーフィールドはスタイリスティックスの1973年の歌、『Rockin' Roll Baby』でリル・ジョーの生誕地と歌われている。
著名な数学者ジョン・ナッシュは1928年6月13日にブルーフィールドで生まれた。その生涯はシルビア・ナサーの伝記『美しい心』やラッセル・クロウが主演した2001年の映画『ビューティフル・マインド』の題材となった。

## スポーツ
ブルーフィールドは、野球のマイナーリーグであるルーキーのアパラチアンリーグに属するブルーフィールド・オリオールズが2010年まで本拠地にしていた。オリオールズは1958年からブルーフィールドを本拠地にしており、これは1つのチームが本拠地を変えなかった最長記録だった。2011年のシーズンではトロント・ブルージェイズが肩代わりして、チーム名はブルーフィールド・ブルージェイズとなった。本拠地球場はボーウェン・フィールド（元オリオールズ・スタジアム）であり数回の改修を経て野球場になった。
ブルーフィールド高校は競技に参加した全スポーツで22回州のチャンピオンになっており、これは州内のどの高校よりも多い。フットボールでは州選手権に10回優勝して第3位である。現在は閉校になったセレド・ケノバ高校の12回と全国レベルにあるパーカーズバーグ高校の11回を追っている。
ブルーフィールドは大隊がフットボールの町であり、そのブルーフィールド・ビーバーズと、姉妹都市であるバージニア州ブルーフィールドのグラハム・Gメンとのミッチェル・スタジアムである対抗試合には大観衆を呼んでいる。2005年にはアライアンス・フットボール・リーグのチームであるブルーフィールド・バロンズが出場した。
ブルーフィールドにはイーストリバー・サッカー複合施設があり、サッカー場5面があって、地元高校や大学の試合を行っている。USLプレミアデベロップメントリーグに属するサザンウェストバージニア・キングスウォリアーズがここでホームゲームを開催している。